# Jyrki Jokipakka
Jyrki Jokipakka, född 20 augusti 1991, är en finländsk professionell ishockeyspelare som spelar för Ottawa Senators i National Hockey League (NHL). Han har tidigare spelat på NHL-nivå för Dallas Stars och Calgary Flames och på lägre nivåer för Texas Stars i American Hockey League (AHL) och Ilves i Liiga.
Jokipakka draftades i sjunde rundan i 2011 års draft av Dallas Stars som 195:e spelare totalt.

## Statistik
| 2010–2011    | Ilves          | Liiga        | 48  | 1  | 8  | 9  | 18 | 5  | 0 | 0 | 0 | 2 |
| 2011–2012    | Ilves          | Liiga        | 52  | 9  | 8  | 17 | 18 | 5  | 0 | 2 | 2 | 2 |
| 2012–2013    | Ilves          | Liiga        | 59  | 5  | 13 | 18 | 20 | 5  | 0 | 0 | 0 | 0 |
| 2013–2014    | Texas Stars    | AHL          | 68  | 5  | 16 | 21 | 32 | 21 | 0 | 5 | 5 | 8 |
| 2014–2015    | Dallas Stars   | NHL          | 51  | 0  | 10 | 10 | 8  | —  | — | — | — | — |
|              | Texas Stars    | AHL          | 19  | 3  | 2  | 5  | 4  | —  | — | — | — | — |
| 2015–2016    | Dallas Stars   | NHL          | 40  | 2  | 4  | 6  | 6  | —  | — | — | — | — |
|              | Calgary Flames | NHL          | 18  | 0  | 6  | 6  | 8  | —  | — | — | — | — |
| NHL totalt   | NHL totalt     | NHL totalt   | 109 | 2  | 20 | 22 | 22 | —  | — | — | — | — |
| AHL totalt   | AHL totalt     | AHL totalt   | 87  | 8  | 18 | 26 | 36 | 21 | 0 | 5 | 5 | 8 |
| Liiga totalt | Liiga totalt   | Liiga totalt | 159 | 15 | 29 | 44 | 56 | 15 | 0 | 2 | 2 | 4 |